# 게이머즈게이트
게이머즈게이트 AB(GamersGate AB)는 스웨덴의 온라인 비디오 게임의 전자 전략 가이드 제공업체이자 윈도, OS X, 리눅스 게임의 디지털 배급업체이다.